# Stefan Filipović
Stefan Filipović (cyr. Стефан Филиповић; ur. 18 stycznia 1987 w Titogradzie) – czarnogórski piosenkarz, reprezentant Czarnogóry podczas 53. Konkursu Piosenki Eurowizji (2008).

## Kariera muzyczna
Zaczął śpiewać w wieku 7 lat. Brał udział w wielu konkursach muzycznych. Studiował na Akademii Muzycznej w Cetyni.
W 2005 z piosenką „Ja mogao bih sve” wziął udział w festiwalu Music Festival Budva 2005, na którym zajął 4. miejsce i otrzymał nagrodę dla najlepszego debiutanta. W tym samym roku z piosenką „Ne Umijem” zajął 3. miejsce na Sunflower Music Festival w Zrenjaninie, gdzie odebrał tytuł najlepszego debiutanta roku. W 2006 ponownie wystartował w Music Festival Budva, tym razem z piosenką „Šećer i Voće”, z którą 2. miejsce. W 2007 wygrał festiwal z utworem „Nebo i More”. W tym samym roku wziął udział w czarnogórskich eliminacjach eurowizyjnych Montenegro Song, do których zgłosił się z utworem „Ne mogu bez tebe”, z którym zajął drugie miejsce.
W 2008 z piosenką „Zauvijek volim te” wygrał finał eurowizyjnych selekcji Montenegro Song 2008, dzięki czemu został reprezentantem Czarnogóry podczas 53. Konkursu Piosenki Eurowizji organizowanego w Belgradzie. 20 maja otworzył stawkę konkursową pierwszego półfinału i zajął 14. miejsce, przez co nie zakwalifikował się do finału.